# Эппель, Асар Исаевич
Аса́р Иса́евич Э́ппель (11 января 1935, Москва — 20 февраля 2012, там же) — русский писатель, поэт и переводчик.

## Биография
Родился в Москве в семье Исая Ушеровича Эппеля (1888—1959) и Ривы Марковны Эппель (урождённой Ваксман, 1897—1972). Брат — журналист Давид Исаевич Эппель (1924—1997). 
В 1957 году окончил Московский инженерно-строительный институт имени В. В. Куйбышева (кафедра архитектуры). Первая публикация — в 1956 году в газете «Московский комсомолец», где была напечатана его заметка. Сотрудничал в газетах и на радио, писал стихи (первое авторское исполнение стихов на публике состоялось 30 марта 2006 года), переводил польскую, итальянскую, английскую, американскую, немецкую, еврейскую (идиш) поэзию и прозу. Выпустил несколько сборников рассказов.
Член Союза писателей СССР (1970). Более десяти лет Асар Эппель был членом исполкома ПЕН-клуба-Всемирного Союза Писателей, ставящего главной целью защиту прав человека и свободы слова. Проза Эппеля переведена на несколько европейских языков.
А. И. Эппель скончался 20 февраля 2012 года в московской городской больнице после перенесённого инсульта. Похоронен на Востряковском кладбище.

### Награды
Премии журнала «Иностранная литература» Инолитл (1998), журнала «Знамя» (2001), Премия имени Юрия Казакова (2002). Польский орден Крест Заслуги, премия польского ПЕН-клуба за переводы польской словесности (2003), Премия Гринцане Кавур (2005), премии Федерации Еврейских общин России «Человек года» (2006).

## Книги А. Эппеля

### Проза
- Травяная улица. — М.-Нью-Йорк: Третья волна, 1994. — 208 с. — ISBN 965-421-005-3.
- Шампиньон моей жизни. — М.-Иерусалим: Гешарим, 1996. — 317 с.
- Шампиньон моей жизни. — М.: Вагриус, 2000. — 480 с. — ISBN 5-264-00153-7.
- Травяная улица. — М.: Симпозиум, 2001. — 336 с. — ISBN 5-89091-170-8.
- Шампиньон моей жизни. — М.: Симпозиум, 2001. — 495 с. — ISBN 5-89091-171-6.
- Дроблёный Сатана. — М.: Симпозиум, 2002. — 464 с. — ISBN 5-89091-172-4.
- In Telega. — М.: Б. С. Г.-Пресс, 2003. — 240 с. — ISBN 5-93381-121-1.
- The Grassy Street. — М.: Glas, 2007. — 192 с. — ISBN 5-7172-0039-0.
- Сладкий воздух и другие рассказы. — М.: Текст, 2009. — 432 с. — ISBN 978-5-9953-0008-3.
- Латунная луна. — М.: Астрель, 2010. — 384 с. — ISBN 978-5-271-31204-5.

### Переводы
- Леопольд Стафф. Избранная лирика. — М.: 1971.
- Юлиан Тувим. Слон Хоботовский. — М.: 1972.
- Витезслав Незвал. Шторм!!! — М.: 1976.
- Витезслав Незвал. Анечка-Невеличка и Соломенный Губерт. — М.: 1980.
- Бруно Шульц. Коричные лавки. Санатория под клепсидрой. — М.: Текст, 1993. — 248 с.
- Исаак Башевис-Зингер. Люблинский штукарь. — М.: Текст, 2007.
- Вислава Шимборская. Избранное — М.: Текст, 2007 ISBN 5-7516-0708-2, ISBN 978-5-7516-0708-1.
- Зиновий Телесин. Как растят аистят. — М.: Текст, Книжники, 2009. — 52 с. — ISBN 978-5-9953-0031-1
- Моя полониана. Переводы из польской поэзии. М.: Новое литературное обозрение, 2012. — 448 с.

### Стихи
В соавторстве с композитором Александром Журбиным А. Эппелем были созданы песни к фильму-мюзиклу «Биндюжник и Король».
- Эппель А. Стихи / Предисл. В. Перельмутера. — М.: ОГИ, 2014. — 272 с.